# Minehead
Minehead è una cittadina inglese di 10 330 abitanti del Somerset che si affaccia sul canale di Bristol.

## Curiosità
Uno sketch del gruppo comico inglese Monty Python, Mr. Hilter, è ambientata proprio a Minehead, nome che Hilter tenta di cambiare in Meinhead.